# Melanargia procida
Melanargia procida är en fjärilsart som beskrevs av Herbst 1794. Melanargia procida ingår i släktet Melanargia och familjen praktfjärilar. Inga underarter finns listade i Catalogue of Life.